# GLAAD Media Awards
Los premios GLAAD Media Awards fueron creados en 1990 por la Gay & Lesbian Alliance Against Defamation para reconocer y premiar a los miembros del mundo del espectáculo que han apoyado los derechos de la comunidad LGBT y los asuntos que afectan sus vidas.

## Historia
Los primeros premios GLAAD Media Awards fueron presentados por la Alianza de Gais y Lesbianas contra la difamación en 1990 en honor a la temporada 1989 y fue visto como una manera de reconocer a varias ramas de los medios de comunicación por su representación justa, inclusiva y correcta de la comunidad lesbiana, gay y transgénero y los problemas que afectan a sus vidas.
La primera edición contó con 34 nominados en 7 categorías. En la 20.ª edición en 2009, Phil Donahue dijo sobre la primera edición: "Es increíble pensar sobre el poder y la velocidad de esta revolución. Hace veinte años cuando orgullosamente acepté el primer GLAAD Media Award... era un grupo muy pequeño. Hoy hay más fotógrafos que gente había de aquella.
Durante los seis primeros años, los ganadores eran anunciados antes de la ceremonia de entrega de premios. Desde la séptima edición en 1996, los ganadores son revelados durante la ceremonia. La 15.ª edición en 2004 marcó el primer año en que las categorías se expandieron para reconocer a los medios en español. La 16.ª edición en 2005 fue la primera en ser televisada, el 24 de julio de 2005 en el canal Logo.

## Estatuilla
La estatuilla original, de 15 cm de altura, fue una escultura de vidrio cuadrada de 13 cm con un diseño de 5 círculos concéntrico con un fondo de papel prensa. La escultura contenía un grabado del año, seguido de las palabras "GLAAD Media Award".
La estatuilla no se cambió hasta 2009, cuando una nueva diseñada por David Moritz de Society Awards fue revelada para la 20.ª edición. La estatuilla actual, de 30,5 cm de altura, consiste de una escultura de zinc fundida a presión de 23 cm, con un acabado a mano de textura de satén, chapada con níquel y rodio, montada sobre una base trapezoidal de 7,6 cm de alto con fresno teñido de negro.

## Nominaciones
Los nominados son seleccionados por el "Jurado Nominador" de GLAAD que consiste de más de 90 voluntarios interesados y expertos en una categoría en particular. El jurado puede seleccionar hasta 5 nominados en cada categoría. En caso de que ningún proyecto sea considerado meritorio de la nominación en una categoría en particular, el jurado puede elegir no otorgar ningún premio en esa categoría. Al final del año, el Jurado Nominador envía sus listas de recomendados al staff de GLAAD y a la Junta Directiva para su aprobación.
Además de la vigilancia del jurado, GLAAD hace un "Call for Entries", invitando a los medios de comunicación a enviar su trabajo para su consideración, sin embargo, GLAAD puede nominar un proyecto mainstream aunque no sea enviado. GLAAD no vigila los proyectos creados por y para la comunidad LGBT por difamación, por lo tanto, los medios creados por y para la audiencia LGBT deben enviar sus proyectos para poder ser considerados para la nominación.
Los candidatos considerados para la nominación son evaluados siguiendo cuatro criterios: "Representación Justa, Verdadera e Inclusiva", es decir, que la diversidad de la comunidad LGBT sea representada; "Audacia y Originalidad", es decir, que el proyecto entra en un terreno nuevo al explorar el tema en cuestión de una manera no tradicional; "Impacto Cultural", es decir, que el proyecto impacta a una audiencia que no se enfrenta a los problemas de la comunidad LGBT; y "Cualidad en general", es decir, que el proyecto sea de gran calidad, lo que añade impacto y significado a las imágenes y a los problemas representados.

## Selección
Más de 600 votantes participan en la selección de homenajeados. Los votantes se dividen en tres grupos: staff y la Junta Directiva de GLAAD, los miembros de la Alianza y del Círculo de los Medios de GLAAD, y los aliados y voluntarios de GLAAD (que incluyen a anteriores homenajeados, aliados de la industria de los medios, voluntarios del "Jurado Nominador" y de los "Equipos de Producción de Eventos").
Los resultados son revisados para certificación por un "Panel de Revisión", que consiste en los miembros de la Junta Directiva de GLAAD, staff sénior de comunicaciones y programa GLAAD, y expertos en la industria de los medios. Miembros del Panel de Revisión deben revisar todos las nominaciones de cada categoría y la lista definitiva de los galardonados es decidida por el Panel de Revisión basado en los resultados de la urna electoral en línea y en sus propias "opiniones expertas".

## Categorías
La primera edición contó con 7 categorías competitivas, todas para televisión. Más adelante, las categorías han sido ampliadas para reconocer a otras ramas de los medios, incluyendo al cine, teatro, música, medios impresos, medios digitales y publicidad, así como la inclusión de categorías para reconocer a los medios en español y una categoría de "Reconocimiento Especial" para proyectos que no cumple los requisitos de categorías existentes.
Mientras que otras categorías han sido ampliadas, muchas de ellas han sido juntadas. En 2018, GLAAD consta de 27 categorías de habla inglesa y 12 de habla española. En 2018, las categorías son:

### Inglés
- Mejor Película - Estreno nacional
- Mejor Película - Estreno Limitado
- Mejor Documental
- Mejor Serie de Comedia
- Mejor Serie Dramática
- Mejor Programa Infantil y Familiar
- Mejor Episodio Individual
- Mejor Película de Televisión o Serie Limitada
- Mejor Episodio Programa de Entrevistas
- Mejor Drama Diario
- Mejor Programa de Reality
- Mejor Periodismo de Televisión - Revista de Noticias
- Mejor Segmento de Periodismo de Televisión
- Mejor Periódico - Cobertura General
- Mejor Artículo de Periódico
- Mejor Columna de Periódico
- Mejor Revista - Cobertura General
- Mejor Artículo de Revista
- Mejor Artículo de Periódico Digital
- Mejor Periódico Digital - Multimedia
- Mejor Blog
- Mejor Artista Musical
- Mejor Cómic
- Mejor Videojuego
- Mejor Teatro de Nueva York - Broadway & Off-Broadway
- Mejor Teatro de Nueva York - Off-Off Broadway
- Mejor Teatro de Los Ángeles
- Reconocimiento Especial

### Español
- Mejor Telenovela
- Mejor Episodio de Programa de Entrevistas
- Mejor Entrevista en Programa de Entrevistas
- Mejor Periodismo de Televisión - Revista de Noticias
- Mejor Segmento de Periodismo de Televisión
- Mejor Artículo de Periódico
- Mejor Artículo de Revista
- Mejor Artículo de Periódico Digital
- Mejor Periódico Digital - Multimedia
- Mejor Blog
- Mejor Artista Musical
- Reconocimiento Especial

## Premios Honoríficos
Además de las categorías competitivas, también se han sido presentados los "Premios Honoríficos" desde la primera edición. Los más notables son:

### Premio Davidson/Valentini
El Premio Davidson/Valentini es presentado anualmente en la entrega de los GLAAD Media Awards. Fue nombrado de esta forma en memoria de Craig Davidson, el primer director ejecutivo de la GLAAD, y su socio Michael Valentini, un partidario de GLAAD. Es entregado en San Francisco a un miembro LGBT que ha hecho una diferencia importante en el reconocimiento de los derechos de igualdad de la comunidad LGBT.

#### Ganadores
- 2000 - Kathy Levinson  Archivado el 11 de marzo de 2007 en Wayback Machine.
- 2001 - Rob Epstein & Jeffrey Friedman  Archivado el 11 de marzo de 2007 en Wayback Machine.
- 2002 - Sandra Bernhard  Archivado el 11 de marzo de 2007 en Wayback Machine.
- 2003 - B.D. Wong  Archivado el 28 de febrero de 2009 en Wayback Machine.
- 2004 - Clive Barker  Archivado el 28 de febrero de 2009 en Wayback Machine.
- 2005 - Alec Mapa  Archivado el 28 de febrero de 2009 en Wayback Machine.
- 2006 - Ron Cowen y Daniel Lipman  Archivado el 28 de febrero de 2009 en Wayback Machine.

### Premio Excellence in Media
El Premio Excellence in Media es presentado anualmente en la entrega de premios GLAAD Media Awards. Es otorgado a personas del mundo del espectáculo y el entretenimiento que, a través de su trabajo, han alentado la comprensión y la libertad de la comunidad LGBT.

#### Ganadores
- 2003 - Diane Sawyer
- 2004 - Julianne Moore
- 2005 -
- 2006 - Amanda McKeon
- 2007 - Patti LaBelle

### Premio Golden Gate
El Premio Golden Gate es presentado anualmente en la entrega de premios GLAAD Media Awards en San Francisco. Se le entrega a profesionales del mundo del espectáculo que han incrementado la comprensión y la visibilidad de la comunidad LGBT.

#### Ganadores
- 2003 - Stockard Channing
- 2004 - Megan Mullally
- 2005 - Jennifer Beals
- 2006 - Jennifer Tilly

### Premio Stephen F. Kolzak
El Premio Stephen F. Kolzak es presentado anualmente en la GLAAD Media Awards. Fue nombrado así por un exitoso director de Los Ángeles que dedicó los últimos años de su vida a luchar contra la fobia al sida y la homofobia en la industria del entretenimiento. El premio le es otorgado a un miembro gay de la comunidad del entretenimiento o el espectáculo por su trabajo dedicado a acabar con la homofobia.

#### Ganadores
- 1991 - Stephen F. Kolzak (póstumo)
- 1992 - Paul Monette y Lillian Faderman
- 1993 - Sir Ian McKellen
- 1994 - ninguno
- 1995 - Pedro Zamora
- 1996 - ninguno
- 1997 - Bruce Vilanch
- 1998 - Ellen DeGeneres
- 1999 - Melissa Etheridge and Julie Cypher
- 2000 - Anne Heche
- 2001 - Paris Barclay
- 2002 - Alan Ball
- 2003 - Todd Haynes
- 2004 - John Waters
- 2005 - Bill Condon
- 2006 - Melissa Etheridge
- 2007 - Martina Navratilova
- 2008 - Rufus Wainwright

### Premio Vanguard
El Premio Vanguard es entregado anualmente en Los Ángeles por GLAAD, para honrar a un medio de la comunidad del entretenimiento que ha hecho una diferencia significativa en el reconocimiento de los derechos de la gente LGBT.

#### Ganadores
- 1993 - Roseanne Barr
- 1995 - Steve Tisch
- 1996 - Sidney Sheinberg
- 1997 - Cristina Saralegui
- 1998 - Cher
- 1999 - Whoopi Goldberg
- 2000 - Elizabeth Taylor
- 2002 - Shirley MacLaine
- 2003 - Eric McCormack
- 2004 - Antonio Banderas
- 2005 - Liza Minnelli
- 2006 - Charlize Theron
- 2007 - Jennifer Aniston
- 2008 - Janet Jackson y Sharon Stone
- 2009 - Kathy Griffin
- 2010 - Drew Barrymore
- 2011 - Kristin Chenoweth
- 2012 - Josh Hutcherson
- 2014 - Jennifer Lopez
- 2015 - Miley Cyrus[5]
- 2016 - Demi Lovato[6]
- 2017 - Patricia Arquette
- 2018 - Britney Spears
- 2019 - Beyoncé y Jay-Z

### Premio Vito Russo
El Premio Vito Russo es presentado anualmente en la entrega de los GLAAD Media Awards. Fue nombrado de esa forma en memoria de Vito Russo, un miembro fundador de GLAAD y autor de The Celluloid Closet. El premio es entregado en el evento anual de GLAAD llevado a cabo en Nueva York, y su receptor es un miembro gay o lesbiana que trabaja en la industria del entretenimiento y que ha trabajado combatiendo la homofobia.

#### Ganadores
- 2002 - Nathan Lane
- 2003 - Rosie O'Donnell
- 2004 - Cherry Jones
- 2005 - Alan Cumming
- 2006 - David LaChapelle
- 2007 - Tom Ford
- 2008 - Brian Graden
- 2009 - Suze Orman
- 2010 - Cynthia Nixon
- 2011 - Ricky Martin

## Premio Mejor Película de Estreno Limitado

### Ganadores
- 1994 - El banquete de bodas
- 1996 - The Incredibly True Adventure of Two Girls in Love
- 1998 - Mi vida en rosa
- 1999 - High Art
- 2000 - Los chicos no lloran
- 2001 - El Club de los Corazones Rotos /Solperos, pero...
- 2002 - Hedwig and the Angry Inch
- 2003 - Besando a Jessica Stein
- 2004 - Yossi & Jagger
- 2005 - La mala educación
- 2006 - Transamérica
- 2007 - Quinceañera
- 2008 - La Burbuja
- 2009 - Shelter y Noah's Arc: Saltando la escoba
- 2010 - Sin límites
- 2011 - Phillip Morris ¡Te quiero!
- 2012 - Pariah
- 2013 - Cualquier día
- 2014 - Concussion
- 2015 - Lilting
- 2016 - Tangerine
- 2017 - Other People
- 2018 - Una mujer fantástica

## Premios anuales ordenados por año
| Número                          | Año  | Ciudades-Fechas                                                   | Notas |
| ------------------------------- | ---- | ----------------------------------------------------------------- | --- |
| 18.os Annual GLAAD Media Awards | 2007 | NY: 26 de marzo LA: 14 de abril SF: 28 de abril Miami: 10 de mayo | |
| 17.os Annual GLAAD Media Awards | 2006 | NY: 27 de marzo LA: 8 de abril Miami: 25 de mayo SF: 10 de junio  | |
| 16.os Annual GLAAD Media Awards | 2005 | NY: 28 de marzo LA: 30 de abril SF: 11 de junio                   | Televisado por primera vez en LOGO |
| 15.os Annual GLAAD Media Awards | 2004 | NY: 12 de abril LA: 27 de marzo SF: 5 de junio                    | Nuevas categorías: - Reality Show de televisión destacado - Artista musical destacado - Publicidad destacada - Electrónica - Publicidad destacada - Impresa - Premios de Lengua Hispana Categorías eliminadas: - Cobertura informativa digital destacada - Álbum musical destacado - Teatro de Washington destacado |
| 14.os Annual GLAAD Media Awards | 2003 | NY: 7 de abril LA: 26 de abril SF: 31 de mayo                     | |
| 13.os GLAAD Media Awards        | 2002 | NY: 1 de abril LA: 13 de abril SF: 1 de junio                     | |
| 12.os GLAAD Media Awards        | 2001 | NY: 16 de abril LA: 28 de abril DC: 12 de mayo SF: 9 de junio     | |
| 11.os GLAAD Media Awards        | 2000 | NY: 2 de abril LA: 15 de abril DC: 13 de mayo SF: 3 de junio      | |
| 10.os GLAAD Media Awards        | 1999 | NY: 28 de marzo LA: 17 de abril DC: 8 de mayo                     | |
| 9.os GLAAD Media Awards         | 1998 | NY: 30 de marzo DC: 4 de abril LA: 19 de abril                    | |
| 8.os GLAAD Media Awards         | 1997 | LA: 16 de marzo DC: 26 de marzo NY: 31 de marzo                   | |
| 7.os GLAAD Media Awards         | 1996 | NY: 7 de marzo LA: 10 de marzo                                    | |
| 6.os GLAAD Media Awards         | 1995 |                                                                   | |
| 5.os GLAAD Media Awards         | 1994 |                                                                   | |
| 4.os GLAAD Media Awards         | 1993 |                                                                   | |
| 3.os GLAAD Media Awards         | 1992 |                                                                   | |
| 2.os GLAAD Media Awards         | 1991 |                                                                   | |
| 1.os GLAAD Media Awards         | 1990 |                                                                   | |